# 5-й Коростеньский укреплённый район
5-й Коростеньский укреплённый район (5-й УР, УР № 5, КоУР) – комплекс оборонительных сооружений, возведённый в 30-х гг. XX в. в Украине. Шёл по рубежу Рудня – Белокоровичи – Осовка – Белка – Зарубинка – ст. Фонтанка.

## Строительство
В конце 20-х гг. XX века потенциальным противником Красной Армии в полосе Киевского Военного Округа считалась Польша. Для обеспечения мобилизации и развёртывания основной группировки войск вдоль западной границы было необходимо прикрытие, в связи с чем на границе с Польшей было решено построить ряд укрепрайонов. Коростеньский УР должен был проходить в 40-50 км от границы и, упираясь правым флангом в малопроходимые полесские болота, прикрывать направление Овруч – Коростень.
Вопрос о строительстве Коростеньского УРа поднял командующий Украинский военным округом И. Якир. Весной 1931 года начальнику генштаба РККА А. Егорову были предоставлены предварительные планы строительства. Директивой генштаба от 30 июня этого же года план строительства был утверждён.
Строительство началось летом 1931 года, и уже к ноябрю было возведено 264 сооружения, а к ноябрю-месяцу 1932 года к уже имеющимся сооружениям добавились ещё 191. Кроме того, в Коростене был построен подземный командный пункт.
В 1938 году УР был дополнительно усилен 12 артиллерийскими полукапонирами, однако к началу войны они так и не были полностью оборудованы и вооружены.
Укрепрайон имел протяжённость 182 км. Его система обороны насчитывала 14 батальонных районов обороны, 2 отсечных рубежа и отдельный узел обороны в Емильчино. Глубина обороны по основным направлениям составляла около 2 км. В 7-8 км от переднего края шла вторая оборонительная полоса без развития в глубину. Полевое усиление укрепрайона состояло из 20 тыс. м траншей и ходов сообщений, а также 120 км проволочных заграждений. Отсутствовало предполье с минированием танкопроходимых участков местности. Вдоль линии обороны были устроены каналы, перегороженные запрудами, что позволяло затопить местность перед наступающим противником.
Командный пункт был жемчужиной этого фортификационного венца. Командный пункт имел служебные и жилые помещения. Телефонный узел и радиостанция КП располагались в разных помещениях, сооружение имело душ, собственный колодец, откуда откачивали воду в цистерны, систему обогрева воздуха и воды, систему электрического обогрева воздуха. Размещение важных пунктов КоУРа было следующим: возле Великокоровичей разместили управление УРа, взвод капонирной артиллерии, роту связи, Третье отделение, запасной полевой пулеметный батальон, управление военно-инженерного строительства; около Словечно развернули военный состав.
На вооружении УРа имелось 16 орудий, 919 станковых пулемётов и 309 ручных, что составляло лишь треть от необходимого. Комиссия, обследовавшая УР перед войной, констатировала, что из осмотренных 178 сооружений, большинство не были полностью оборудованы, маскировка пришла в негодность, гидросооружения находилось в неудовлетворительном состоянии, подготовка частей гарнизона была крайне низкой.
Между северным флангом КоУРа и южным флангом Мозырского УРа оставался неприкрытым участок в 60-70 км, через который  с северо-запада на юго-восток в направлении Милашевичи – Овруч открывался путь к Киеву.
После преобразования летом 1938 года Киевского военного округа в Киевский Особый военный округ и создания в нём армейских групп Коростеньский УР вошёл в состав Житомиркой армейской группы.

## Великая Отечественная война
С началом войны КоУр был включён в состав Юго-Западного фронта.
5 июля 1941 года немцы прорвали Новоград-Волынский УР, после чего ставка приказала частям 5-й армии в ночь с 7-го на 8-е июля отступить к Коростеньскому укрепрайону и к утру 9-го числа занять там оборону. 15-й стрелковый корпус (45-я и 62-я стрелковые дивизии) должны были отойти на рубеж Рудница – Белокоровичи, 31-й стрелковый корпус (193-я, 195-я и 200-я стрелковые дивизии) на рубеж Белокоровичи – Емильчино – колхоз Дмитриевка. Но уже 9 июля армия получила приказ нанести контрудар по войскам противника, который, однако, успеха он не имел. 15-й стрелковый корпус к исходу 11 июля вышел на основную оборонительную полосу УРа и занял для обороны фронт: 45-я стрелковая дивизия – Руднище, 62-я стрелковая дивизия – Рудня Озеранская – Белокоровичи.
В оперативной сводке штаба 5-й армии за 11 июля отмечалось, что полоса обороны 15 ск не оборудована для полевых войск, а полоса предполья оборудована слабо. Работавшие строительные батальоны произвели только завалы, не представляющие препятствий для пехоты. Находящиеся в полосе обороны корпуса 4-й, 55-й, 54-й, 142-й и 224-й пулеметные батальоны недостаточно обеспечены вооружением и боеприпасами, в результате чего сооружения заняты полностью только на первой линии, а тыловые сооружения заняты не полностью. На 12 июля неукомплектованность пулеметных батальонов УР составляла: пушек 76-мм – 16, станковых пулеметов – 333, ручных пулеметов – 279.
23 июля развернулись ожесточённые бои на главной полосе обороны УРа – на участке Осовка – Гулянка – Белка – Зарубинка – Ягодинка. На этих участах часть ДОТов не имела вооружения. В полосе 31 ск противнику удалось вклиниться в оборону на несколько километров, но затем он был отброшен. В ночь на 24 июля окружённому в районе Емильчино 38-му пульбату удалось прорваться к Чмелю.
24 июля немцы вновь предприняли атаку и, вынудив 193 и 200 сд отступить, заняли Гулянку, Ушицу и Бондаревку. К исходу 31 июля противник потеснил советскую оборону на глубину до 20 км. Обороняющиеся войска неоднократно пытались ликвидировать вклинивание, но безуспешно.
5 августа немцы возобновили наступление и к вечеру потеснили обороняющиеся части на 6-10 км и начали наступление на Коростень. В результате этого командующий армией приказал отвести войска 31 ск на рубеж Кривотин – Залесье – Могильно. 15 ск снял вооружение с юго-западного участка УРа и отошёл на рубеж Белошицы – Стремигород – Липляны – Юзефовка. Прикрывавшие отход  части 135 и 193 сд попали в окружение. 7 августа немцы заняли Коростень. К этому моменту части укрепрайона оставались лишь в северной части УРа, где немцы не вели боевых действий.
После запроса командующего Юго-Западного направления С.Буденого Ставка дала разрешение на отвод войск 5-й армии за Днепр и оставление Коростеньского укрепрайона.
Управление УРа было расформировано 30 августа 1941 года.
В наши дня в помещениях командного пункта в Коростене создан военно-исторический комплекс «Скала», призванный увековечить подвиг защитников 5-го укрепрайона.

## Боевой состав
На 27 мая 1941 года:
- Управление УР
- 49-й пулемётный батальон
- 142-й пулемётный батальон
- запасной полевой пулемётный батальон
- взвод капонирной артиллерии
- 129-я рота связи
- войсковой склад
- управление военно-инженерного строительства

На 22 июня 1941 года:
- Управление УР
- 15-й отдельный пулемётный батальон
- 34-й отдельный пулемётный батальон
- 38-й отдельный пулемётный батальон
- 49-й отдельный пулемётный батальон
- 48-й отдельный пулемётный батальон
- 51-й отдельный пулемётный батальон
- 55-й отдельный пулемётный батальон
- 142-й отдельный пулемётный батальон
- 574-я полевая почтовая станция

…

## Подчинение
| На дату    | Фронт              | Армия     |
| ---------- | ------------------ | --------- |
| 22.06.1941 | Юго-Западный фронт |           |
| 01.07.1941 | Юго-Западный фронт |           |
| 10.07.1941 | Юго-Западный фронт |           |
| 01.08.1941 | Юго-Западный фронт | 5-я армия |
| 01.09.1941 | Юго-Западный фронт | 5-я армия |

## Коменданты
- Никитин Семен Васильевич (1931-1936), комдив
- Давыдов Леонид Алексеевич (на февраль 1936), комбриг
- Иванов Григорий Никитович (29.03.1940-1941), полковник